# ظفرقند (كتشو)
ظفرقند (بالفارسية: ظفرقند) هي قرية تقع في إيران في قسم کتشو الريفي. يقدر عدد سكانها بـ 124 نسمة بحسب إحصاء 2016.